# Choirokoitia
Choirokoitia (đôi khi cũng viết Khirokitia) (tiếng Hy Lạp: Χοιροκοιτία) là 1 di chỉ khảo cổ từ thời đại đồ đá mới trên đảo Cộng hòa Síp trong vùng Địa Trung Hải. Di chỉ này đã được UNESCO đưa vào danh sách Di sản thế giới năm 1998, trong khóa họp thứ 22.
Di chỉ Choirokoitia được coi là một trong các di chỉ từ thời tiền sử quan trọng nhất của vùng đông Địa Trung Hải, và được bảo quản tốt. Quan trọng vì đây là bằng chứng rõ ràng về 1 xã hội được tổ chức theo chức năng dưới hình thức cư ngụ tập thể, có tường lũy bao quanh che chắn bảo vệ chung. Nơi đây đã có người cư ngụ từ thiên niên kỷ 7 tới thiên niên kỷ 4 trước Công nguyên.
Choirokoitia - cùng khoảng 20 nơi định cư tương tự khác trải rộng ra khắp đảo Cyprus - tiêu biểu cho văn minh thời đại đồ đá mới, khi loài người chưa biết tạo ra đồ sành.

## Các cuộc khai quật
Di chỉ này được tiến sĩ Porphyrios Dikaios, giám đốc Vụ Cổ vật Cyprus phát hiện năm 1934 và khai quật 6 lần từ năm 1934 tới 1946. Các phát hiện ban đầu của ông ta đã được công bố trên báo Nghiên cứu văn minh Hy Lạp năm 1934..
Các cuộc khai quật tiếp theo được thực hiện trong đầu thập kỷ 1970, nhưng bị ngưng vì cuộc xâm lăng đảo Cyprus của quân đội Thổ Nhĩ Kỳ. Một đoàn khảo cổ của Pháp dưới sự hướng dẫn của Alain Le Brun lại tiếp tục khai quật di chỉ này năm 1977.

## Kiến trúc
Làng định cư Choirokoitia nằm ở sườn dốc của 1 ngọn đồi trong thung lũng sông Maroni ở hướng bờ biển phía nam Cyprus và cách biển khoảng 6 km.
Các nhà trong làng gồm những nhà tròn sát nhau. Phần cấu trúc thấp của các nhà thường là bằng đá và thường được thường xuyên ghép thêm cho dày hơn. Đường kính bên ngoài của nhà là từ 2,3 m tới 9,20 m, còn đường kính bên trong chỉ từ 1,4 m tới 4,8 m. Một mái bằng của 1 nhà bị sụp mới được tìm thấy cho thấy không phải mọi mái nhà đều có dạng vòm như người ta tưởng.
Trong nhà được chia ra các gian nhỏ tùy theo mục đích sử dụng như để chứa đồ, để làm việc, để ngủ vv... Trong nhiều trường hợp, cũng thấy một số nhà có các cột để đỡ tầng trên. Nhiều nhà được dựng tập trung quanh 1 sân trong.

## Dân số
Dân cư ở Choirokoitia thời đó sống bằng nghề trồng trọt, hái các trái cây mọc hoang, săn bắn và chăn nuôi gia súc. Đó là 1 làng khép kín, cách biệt với thế giới bên ngoài bởi 1 sông và 1 tường lũy chắc chắn bằng đá cao 3 m, dày 2,5 m. Dường như chỉ có thể vào làng qua các lỗ ở tường.
Dân số trong làng được ước tính chỉ khoảng từ 300 tới 600 người, thuộc giống người không cao - đàn ông trung bình chỉ cao tới 1,61 m và phụ nữ khoảng 1,51 m. Tỷ lệ tử vong của trẻ em rất cao, và tuổi thọ của đàn ông chỉ khoảng 35, đàn bà khoảng 33.
Các người chết được chôn dưới nền nhà trong tư thế ngồi xổm.
Làng Choirokoitia đột nhiên bị bỏ hoang trong khoảng 1.500 năm, không rõ lý do, từ khoảng năm 6000 trước Công nguyên, cho tới khi nhóm người Sotira tới định cư.